# Пам'ятники Миколаєва
Пам'ятники Миколаєва — об'єкти монументального мистецтва, встановлені у різні роки, що розташовані на території міста Миколаїв.
Статус Миколаєва як значного центру суднобудування і базування флоту, визначений ще в часі його заснування у 2-й половині XVIII століття, багато в чому сформував планування міста та його зовнішній вигляд. Са́ме тому́ значне число пам'ятників у місті, в тому числі встановлених у добу Російської імперії, присвячено діячам російського флоту, судно- і містобудівничим (наприклад, на подвір'ї Музею історії суднобудування та флоту споруджено цілу алею бюстів адміралів флоту Російської імперії). Серед пам'ятників діячам української історії та культури варто відзначити пам'ятник Тарасу Шевченку, встановлений доволі давно за СРСР (1958 рік), пам'ятний знак Миколі Аркасу та монумент В'ячеславу Чорноволу, що з'явився нещодавно (2007). 21 пам'ятник перебуває на обліку пам'яток монументального мистецтва.
| Назва                                                          | Тип                   | Рік встановлення | Розташування | Фото | Короткі відомості |
| Аркасу Миколі Миколайовичу                                     | пам'ятний знак        | 1992             | вулиця Адміральська, біля Палацу творчості учнів                                                                    |      | Пам'ятний знак установлено на місці колишнього палацу Аркасів у місті. Автор Ю. Макушин |
| Адміралу Беллінсгаузену Ф. Ф.                                  | погруддя              | 1978             | вулиця Адміральська, перед Музеєм суднобудування та флоту                                                           |      | Погруддя адмірала Беллінсгаузена, як і решту бюстів, було встановлено 1978 року. Автори — архітектор В. П. Попов та скульптори: А. Коптєв, О. Здиховський, Ю. А. Макушин, О. Л. Сапєлкін. |
| «Безсмертним борцям за владу Рад»                              | монумент              | 1936 / 1967      | в центрі Адміралтейської площі                                                                                      |      | Встановлено у 20-ту річницю Жовтневого перевороту. Зруйновано у 1941 році. П'єдестал стояв пустим до 1967 року, коли пам'ятник було повністю відновлено. |
| Адміралу Бутакову Г. І.                                        | погруддя              | 1978             | вулиця Адміральска, перед Музеєм суднобудування та флоту                                                            |      | Погруддя адмірала Бутакова, як і решту бюстів, було встановлено 1978 року. Автори — архітектор В. П. Попов та скульптори: А. Коптєв, О. Здиховський, Ю. А. Макушин, О. Л. Сапєлкін. |
| Героям-десантникам                                             | меморіал              | 1946             | сквер імені 68-ми Моряків-десантників                                                                               |      | Вперше встановлено 1946 року (автор — скульптор О. М. Ізмалков). Урочисто відкрито після реконструкції 27 березня 1977 року. Автори — скульптор Ю. П. Помеєр та архітектор А. Н. Душкін. Гранітні сходинки за пам'ятником ведуть донизу, до місця поховання загиблих ольшанців. |
| Героям війни 1812 року                                         | пам'ятний знак        | 1912             | Аркасівський сквер                                                                                                  |      | Вперше встановлено 1912 року до 100-річчя війни 1812 року. В 1922 році був розорений (зняті бронзові декорації), пізніше перелаштований на честь Сивашської дивізії, яка в 1939 році квартирувала в Миколаєві. |
| Ольшанському Костянтину Федоровичу                             | погруддя              | 1964             | на розі вулиць Громадянська і Заводська                                                                             |      | Погруддя Герою Радянського Союзу, командиру десанту моряків відкрито в 20-ту річницю визволення Миколаєва від нацистів. Погруддя зроблено з бетону. Встановлений 28 березня 1964 року. |
| Олексію Михайловичу Гмирьову                                   | пам'ятник             | 1968             | вулиця Нікольська, сквер імені О. М. Гмирьова                                                                       |      | У липні 1968 року у сквері біля будівлі Педагогічного університету (вул. Нікольська, 24) було відкрито пам'ятник Олексію Гмирьову. Автори: скульптор О. Здиховський, архітектор Е. П. Теляшова. |
| «Єдина Європа»                                                 | монумент              | 2010             | сквер Ради Європи                                                                                                   |      | Монумент «Єдина Європа» з'явився у Миколаєві в 2010 році. Автори пам'ятника — скульптор Володимир Цісарик у співавторстві з заслуженим художником Сергієм Івановим. |
| Сергію Дмитровичу Колосову                                     | погруддя              | 2004             | перед центральною прохідною заводу «Зоря-Машпроект»                                                                 |      | Встановлена перед центральною прохідною заводу. Автор — В. Ю. Макушин. |
| Адміралу Корнілову В. О.                                       | погруддя              | 1978             | вулиця Адміральска, перед Музеєм суднобудування та флоту                                                            |      | Погруддя адмірала Корнілова, як і решту бюстів, було встановлено 1978 року. Автори — архітектор В. П. Попов та скульптори: А. Коптєв, О. Здиховський, Ю. А. Макушин, О. Л. Сапєлкін. |
| Адміралу Лазарєву М. П.                                        | погруддя              | 1978             | вулиця Адміральска, перед Музеєм суднобудування та флоту                                                            |      | Погруддя адмірала Лазарєва, як і решту бюстів, було встановлено 1978 року. Автори — архітектор В. П. Попов та скульптори: А. Коптєв, О. Здиховський, Ю. А. Макушин, О. Л. Сапєлкін. |
| Леонтовичу Миколі Павловичу                                    | пам'ятний знак        | 2001             | біля Миколаївського зоопарку                                                                                        |      | Пам'ятник М. П. Леонтовичу (1876–1940-і), міському голові Миколаєва (1909–1917), фундатору Миколаївського зоопарку, репресованому і страченому в 1940-ві. |
| Лягіну Віктору Олександровичу                                  | погруддя              | 1969             | вулиця Робоча, на території школи № 22                                                                              |      | Пам'ятник В. О. Лягіну (1908–1943), радянському розвідникові, Герою Радянського Союзу. |
| «Мауглі та Багіра»                                             | скульптурна група     | 1978             | перед Миколаївським зоопарком                                                                                       |      | Автори — скульптори Ю. А. та І. В. Макушини |
| Адміралу Макарову С. О.                                        | пам'ятник             | 1976             | на Флотському бульварі                                                                                              |      | Пам'ятник було встановлено 1976 року. Автори — скульптори А. А. Коптєв і О. Л. Сапєлкін та архітектор Ю. Руденко. На п'єдесталі пам'ятника — бронзова дошка з написом (російською мовою): «Макаров Степан Осипович (1848—1904 р.р.). Віце-адмірал, видатний флотоводець і вчений. Народився в м. Миколаєві, загинув на броненосці „Петропавловськ“» |
| Святому Миколаю Чудотворцю — покровителю міста Миколаєва       | пам'ятник             | 2005             | вулиця Соборна, Каштановий сквер                                                                                    |      | Пам'ятник Святому Миколі — святому заступнику міста. |
| Адміралу Нахімову П. С.                                        | погруддя              | 1978             | вулиця Адміральска, перед Музеєм суднобудування та флоту                                                            |      | Погруддя адмірала Нахімова, як і решту бюстів, було встановлено 1978 року. Автори — архітектор В. П. Попов та скульптори: А. Коптєв, О. Здиховський, Ю. А. Макушин, О. Л. Сапєлкін. |
| Потьомкіну Григорію Олександровичу                             | погруддя              | 2007             | Манганаріївський сквер, перед заводоуправлінням Миколаївського суднобудівного заводу                                |      | Скульптор — В. Ю. Макушин. Пам'ятник виконаний у класичному стилі, стилобат і постамент пам'ятника витесані з міцного кольорового токівського граніту, бюст вирубаний з лабрадориту. Загальна висота пам'ятника — 3 м. |
| Римському-Корсакову Миколі                                     | погруддя              | 1978             | вулиця Адміральська, біля дитячої музичної школи № 1                                                                |      | Пам'ятник — скульптурний портрет російського композитора встановлений на високому пілоні, нижня частина якого декорована стилізованим зображенням ліри. Всі елементи пам'ятника виготовлені з мармуру. Встановлений 1978 року за клопотанням міської влади. Автори — скульптор Олег Здиховський та архітектор Юрій Гретов. Микола Римський-Корсаков, обіймаючи посаду інспектора військових духових оркестрів Морського відомства двічі, у 1874 і 1881 роках, побував у Миколаєві. |
| Робітникам Миколаєва — учасникам перших маївок                 | пам'ятник             | 1976             | парк «Ліски» |      | скульптор Г. М. Мірошниченко, архітектор В. Г. Бутаков. Він являє собою чотири бронзові фігури робітників. Один з них тримає в руках листівку, інший підняв над головами червоне полотнище. |
| Суднобудівникам та флотоводцям Миколаєва                       | пам'ятник             | 1989             | на розі вулиць Маріупольскої, Макарова, Соборної та Центрального проспекту                                          |      | Створений на честь 200-річчя заснування Миколаєва. Авторська група у складі скульпторів Б. М. Лисенко, В. А. Чепелик, архітекторів М. І. Кислого, В. П. Скульського. |
| Сухомлинському Василю                                          | погруддя              | 1964             | вулиця Нікольська, перед будівлею Миколаївського державного університету                                            |      | Монумент був збудований в 1964 році. Пам'ятний бюст зведений на мармуровий постамент, виконаний у формі невеликих ступенів. За спиною знаменитого педагога видніється напис, яка відповідає книги його життя — «Серце віддаю дітям». |
| Адміралу Ушакову Ф. Ф.                                         | погруддя              | 1978             | перед Музеєм суднобудування та флоту                                                                                |      | Погруддя адмірала Ушакова, як і решту бюстів, було встановлено 1978 року. Автори — архітектор В. П. Попов та скульптори: А. Коптєв, О. Здиховський, Ю. А. Макушин, О. Л. Сапєлкін. |
| Фалєєву Михайлу Леонтійовичу                                   | пам'ятник             | 2002             | на початку Флотського бульвару                                                                                      |      | Пам'ятник було встановлено 7 вересня 2002 року. Автори — скульптори Ю. А. та В. Ю. Макушини. Пам'ятник присвячено купцю, містобудівнику, першому громадянину міста Миколаєва Михайлу Фалєєву (1730–1792). |
| Чорноволу В'ячеславу Максимовичу                               | пам'ятник             | 2007             | на розі вулиць Великої Морської та Нікольської                                                                      |      | Пам'ятник урочисто відкрито у переддень 16-ї річниці Дня Незалежності (23 серпня 2007 року). Автор — архітектор Віктор Макушин. |
| Матросу Гнату Шевченку                                         | погруддя              | 1874 / 1985      | вулиця 1-а Слобідська, перед будівлею Миколаївського будівельного коледжу (колишній Будинок флагманів і командирів) |      | Пам'ятник встановили в Миколаєві 26 серпня 1874 року. Автор — М. Й. Микешин. 1902 року пам'ятник було перенесено до Севастополя і встановлено на Корабельній стороні перед казармами 30-го флотського екіпажу. У роки громадянської війни 1920-х років його було знищено. Пам'ятник відновлено 1985 року за ініціативою колективу Миколаївського будівельного коледжу. |
| Шевченку Тарасу Григоровичу                                    | пам'ятник             | 1958 / 1985      | на розі вулиць Нікольскої і Макарова, сквер ім. Т. Г. Шевченка                                                      |      | Пам'ятник створено в 1958 році. Автор — скульптор І. Диба. 5 жовтня 1985 року пам'ятник було відкрито після проведення реставраційних робіт. |
| Юним розвідникам Шурі Коберу та Віті Хоменку                   | пам'ятник             | 1959             | парк «Піонерський»                                                                                                  |      | Автори пам'ятника скульптори О. Князик, Т. Судьїна, Ю. Тягно. |
| На честь 2000-ліття Різдва Господнього                         | пам'ятний хрест       | 2000             | на розі вулиць Садової та Центрального проспекту                                                                    |      | Хрест встановлено у 2001 році та освячено Архиєпископом Миколаївським і Богоявленським Володимиром (УПЦ (КП)). |
| На честь 2000-ліття Різдва Господнього                         | пам'ятний хрест       | 2001             | на Флотському бульварі                                                                                              |      | Хрест встановлено в січні 2001 року та освячено архієпископом Миколаївським і Вознесенським Питиримом (УПЦ (МП)). |
| На честь місця заснування міста Миколаїв                       | пам'ятний знак        | 1976             | на Флотському бульварі                                                                                              |      | Пам'ятний знак відкрито у 1976 році. На ньому бронзові зображення першого вітрильника «Святий Миколай» (1790), броненосця «Потьомкін» (1898—1904) та науково-дослідного судна «Академік Сергій Корольов» (1968—1970) та напис розповідають про етапи розвитку кораблебудування на півдні України. |
| Небесній сотні                                                 | пам'ятник             | 2015             | Сквері Ради Європи                                                                                                  |      | Відкритий у Миколаєві з нагоди першої річниці трагічних подій на вулиці Інститутській у Києві. Автори: художник Сергій Іванов і скульптор Володимир Цісарик. |
| Макарову Юрію Івановичу                                        | погруддя              | 2008             | на розі вулиць Озерної та Курортної, сквері імені Юрія Макарова на Намиві                                           |      | Пам'ятник урочисто відкрито 7 листопада 2008 року). Автор — родина Макушиних. |
| Роздвідувальній групі Віктора Лягіна                           | пам'ятний знак        | 1965             | парк «Народний сад»                                                                                                 |      | Пам'ятник встановлено на місці, де підпільна розвідувальна група Віктора Лягіна проводила диверсії у 1941—1942 роках. |
| Визволителям Миколаєва                                         | меморіальний комплекс | 1967             | на розі Центрального проспекту і вулиці Декабристів                                                                 |      | В 1967 році відкрито меморіальний комплекс воїнам-визволителям. До 35-річчя визволення Миколаєва монумент було реконструйовано. Пам'ятник виготовлено за проектом студентів Новосибірського інженерно-будівного інституту О. Пряхіна, М. Давидова, В. Ворсіна. Архітектор Л. Заполянська, скульптор А. Коптєв, художник В. Зізда. |
| Пам'ятник воїнам-танкістам                                     | пам'ятний знак        | 1976             | на розі Центрального проспекту і вулиці 6-та Слобідська                                                             |      | 28 березня 1976 року, в день 32-ї річниці визволення Миколаєва встановлено пам'ятник воїнам-танкістам. На постаменті височить бойова машина — танк Т-34, що увічнив подвиг танкістів 2-го гвардійського механізованого корпусу, які 28 березня 1944 року під командуванням генерал-лейтенанта К. В. Свиридова, прорвавши оборону ворога в районі вулиць Слобідських, вийшли на південно-східну окраїну міста.                                                                      |
| На честь 100-річчя Миколаївського футболу                      | стела                 | 2008             | навпроти центрального входу в Центральний міський стадіон                                                           |      | 18 жовтня 2008 року на честь 100-річчя миколаївського футболу було відкрито пам'ятний знак. Проектант — «Миколаївський Діпромісто», художній керівник проекту — Віктор Іваницький. |
| Загиблим працівникам МВС                                       | пам'ятний знак        |                  | на розі вулиць Спаської і Декабристів                                                                               |      | |
| Загиблим ліквідаторам аварії на Чорнобильській АЕС             | пам'ятник             | 2007             | на проспекті Миру, недалеко від вулиці Театральної                                                                  |      | Встановлений до 20-х роковин Чорнобильскої катастрофи 26 квітня 2007 року. Автор пам'ятника — І. Я. Булавицький. |
| Загиблим в концентраційному таборі «Темвод»                    | пам'ятний знак        | 1984             | на проспекті Героїв України, недалеко від повороту на Київське шосе                                                 |      | Пам'ятний знак є невеликою плитою з написом: «У братській могилі покояться останки понад 30 тисяч радянських військовополонених і мирних громадян, закатованих гітлерівцями в концентраційному таборі селища Темвод». |
| Миколі Івановичу Пирогову                                      | погруддя              |                  | вулиця Корабелів, на території центру первинної медико-санітарної допомоги № 3                                      |      | Пам'ятник російському хірургу та вченому-анатому, педагогу, професору Миколі Івановичу Пирогову (1810—1881). Встановлено на території 3-ї міської лікарні. |
| «Вогнеборець»                                                  | пам'ятник             |                  | вулиця 2-а Екіпажна, перед головним управління ДСНС України в Миколаївській області                                 |      | |
| «Мати і дитя»                                                  | пам'ятник             |                  | вулиця Курортна |      | Скульптура матері, яка годує дитину. Встановлено біля пологового будинку № 3. |
| Пам'яті загиблих десантників 79 ОАМБр                          | пам'ятний знак        | 2014             | на проспекті Героїв України, КПП біля частини постійної дислокації 79 ОАЕМБ                                         |      | 6 грудня 2014 року, з нагоди державного свята Дня Збройних Сил України на вході біля КПП частини, де дислокується 79 ОАЕМБ, відбулося урочисте відкриття меморіального каменю на честь загиблих десантників. |
| Василю Пилиповичу Маргелову                                    | пам'ятний знак        |                  | на проспекті Героїв України, КПП біля частини постійної дислокації 79 ОАЕМБ                                         |      | Пам'ятний знак Герою Радянського Союзу, командувачу Повітряно-десантних військ. |
| Данилу Самійловичу Самойловичу                                 | погруддя              | 1969             | на головній алеї Миколаївської обласної лікарні (вул. Київська, 1)                                                  |      | Встановлений на головній алеї лікарні в день 225-річчя з дня його народження. Матеріал — бронза. Скульптор О. Здиховський (зі іншими відомостями — О. Сапєлкін). |
| Братам Пухалевичам                                             | пам'ятний знак        | 2006             | на розі вулиць Оберегова і Лагерної, на території школи № 32                                                        |      | Відкритий 7 лютого 2006 року силами учнів школи № 32 на честь танкового екіпажу братів Пухалевичів (Петро, Іван, Андрій). |
| Загиблим журналістам                                           | пам'ятний знак        | 1979             | на розі вулиць Фалєєвська і Потьомкінська, на території школи № 7                                                   |      | Журналістам–миколаївцям, які загинули в роки Другої світової війни. Пам'ятний знак було зведено на кошти, зароблені у колгоспах, за зібрані металобрухт і макулатуру. Встановлений 8 травня 1979 року. |
| Жертвам Голодомору 1932—1933 років                             | меморіальний комплекс | 1993             | на Херсонському шосе, обмежується вулицями Будівельників і Круглова                                                 |      | В пам'ять про жертви Голодомору 12 вересня 1993 року встановлений і освячений пам'ятний знак — хрест, виготовлений з дерева. 20 листопада 2003 року відбулося урочисте відкриття реконструйованого знаку. Повторно реконструйований у 2008. |
| Загиблим портовикам                                            | пам'ятний знак        |                  | біля музею Бойової слави моряків-десантників ім. К. Ф. Ольшанського                                                 |      | Встановлений на честь працівників порту, які загинули у боях з окупантами на фронтах 1941—1945 років. |
| На честь десанту під командування Костянтина Ольшанського      | буй                   |                  | річка Південний Буг, місце висадки десанту Костянтина Ольшанського                                                  |      | Встановлено на місці висадки весною 1944 року десанту Костянтина Ольшанського. На ньому закріплено напис «1944», виконаний з металу та пофарбований у червоний колір. Напис символізує рік визволення Миколаєва. |
| «Героїчний десант у безсмертя»                                 | пам'ятник             | 2000             | вулиця Заводська, біля входу до Миколаївського морського порту                                                      |      | Пам'ятник урочисто відкрили біля входу до Миколаївського морського торговельного порту 9 травня 2000 р. з ініціативи тодішнього начальника порту В. Хабарова. Автором скульптури є В. Макушин. У створенні також брали участь скульптори І. Макушина та Ю. Макушин. |
| 40-річчя Перемоги у Великій Вітчизняній війні                  | стела                 | 1985             | площа Перемоги, перетин вулиці Космонавтів і проспект Миру                                                          |      | Встановлений 6 травня 1985 року в ознаменуванні 40-річчя перемоги над нацистською Німеччиною. На стелі зображено орден Перемоги та висічено цифри «1945–1985 роки». Автор стели Б. Т. Криворучко. |
| Загиблим воїнам                                                | меморіальний комплекс | 1969             | на території Миколаївського некрополю                                                                               |      | Меморіальний комплекс загиблим воїнам (автори — архітектор І. Пейсах та скульптор А. Коптєв) відкрито 27 березня 1969 р. на міському цвинтарі, де у братських могилах поховано 900 солдатів та офіцерів, які загинули в боях за визволення міста. |
| Воїнам-визволителям                                            | пам'ятник             | 1955             | між Богоявленським проспектом і вулицею Ольшанців                                                                   |      | Пам'ятник та братська могила воїнів-визволителів, мешканців Корабельного району. |
| Прометей                                                       | пам'ятник             | 1978             | на розі вулиць Погранична і Декабристів                                                                             |      | Споруджений у 1978 році біля прохідної заводу «Кристал», зібраний з нержавіючої сталі працівниками заводу. Автор проекту Ю. Макушин. Під 5-ти метровою фігурою Прометея на гранітному постаменті висічені слова: «Даруй вогонь, як Прометей, і для людей ти не шкодуй вогню…» |
| «Земля і море»                                                 | пам'ятник             |                  | Привокзальна площа                                                                                                  |      | Бетонна скульптура жінки з серпом і колосся в руці, що спирається на якір. |
| Ікар                                                           | пам'ятник             | 1987             | на розі вулиць Космонавтів і Нагірної                                                                               |      | 3 липня 1987 року відбулося урочисте відкриття кінотеатру «Космос» на вулиці Космонавтів. Перед головним входом у кінотеатр височіє постать Ікара. Фігура виготовлена з нержавіючої сталі, її висота 6 метрів. Автор скульптури Юрій Макушин. |
| Пам'ятник воїнам-інтернаціоналістам                            | пам'ятник             | 1993             | парк Перемоги, між проспектом Героїв України і Київським шосе                                                       |      | Сквер і пам'ятник воїнам-інтернаціоналістам «Алея бойової слави» відкрили 9 травня 1992 року. Пам'ятний монумент виконаний у вигляді гранітної скелі з рваними краями, а в розриві — орден Червоної Зірки, ним найчастіше нагороджували афганців. За іншими версіями це «земля, що піднялася вгору від вибуху міни» або "розірване серце. |
| Захисникам рубежу Велика Корениха-Варварівка                   | пам'ятник             |                  | сквер Солдата, на розі Одеського шосе і вулиці Очаківської                                                          |      | У серпні 1941 року на рубежі Велика Корениха-Варварівка артилеристи 122-го зенітно-артилерійського полку героїчно відбивали повітряні атаки супротивника та механізованих військ гітлерівської Німеччини. У боях особливо відзначилися воїни 85 дивізіону. |
| Визволителям Тернівки                                          | пам'ятник             | 1960             | на розі вулиць Софіївська і Сергія Цвєтка                                                                           |      | Пам'ятник виконано з червоного граніту. Ліворуч на чотирьох плитах сірого граніту — імена воїнів, що загинули в боях за Тернівку, праворуч від пам'ятника — 4 плити червоного граніту, на яких 156 прізвищ солдат. Ще три плити присвячені мешканцям Тернівки, які загинули у Велику Вітчизняну війну. Розташований у центрі мікрорайону поряд із селищною адміністрацією. |
| Загиблим у Великій Вітчизняній війні мешканцям села Матвіївка  | меморіальний комплекс | 1969             | вулиця Силікатна |      | Встановлений у 1969 році. Напис на стелі: «Батьківщина не забуде їхніх імен». Напис на стіні пам'яті: «Ми односельці свято шануємо ваші подвиги за честь та незалежність нашої вітчизни 1941—1945 років». |
| Ветеранам и робітникам Державної пенітенціарної служби України | пам'ятний знак        | 2013             | вулиця Спаська, біля ГУ ДПС України у Миколаївській області                                                         |      | |
| Подвигу Олександра Сидорчука                                   | пам'ятний знак        | 1965             | парк Перемоги |      | На центральній алеї парку встановлено пам'ятний камінь з меморіальною дошкою на честь подвигу розвідника, що 10 березня 1942 року провів диверсію на німецькому аеродромі, що розташовувався на місці сучасного парку. Скульптор О. Здиховський. |
| Віктору Олександровичу Лягіну                                  | погруддя              | 1974             | на розі вулиці Лягіна і Центрального проспекту                                                                      |      | Залізобетонний бюст виконаний у монументально-узагальнених формах, встановлений на одноступінчастому гранітному прямокутному постаменті, основою якого є стилобат. На лицьовій частині постаменту зображено п'ятикутну зірку, під нею — напис. Висота пам'ятника 4,3 метри. Автори: скульптори М. Л. Ігнатьєв, Є. І. Максименко, архітектор О. Р. Портних. |
| Юність                                                         | пам'ятник             | 1978             | проспект Богоявленський, поруч з кінотеатром «Юність»                                                               |      | До початку декомунізації мав назву Пам'ятний знак Ленінському комсомолу 1918—1978 років. На початку лютого 2022 з пам'ятника були демонтовані барельєф Володимира Леніна, дошка з надписом про спорудження на честь 60-річчя ВЛКСМ, а також дошка зі словами російського поета Володимира Маяковського. Скульптор Ю. А. Макушин, архітектор О. П. Попова. |
| Нареченій                                                      | пам'ятник             | 2010             | на розі вулиць Лягіна і Спаської, біля Палацу урочистих подій                                                       |      | Встановлений біля Палацу урочистих подій міста Миколаєва. Матеріал — бронза. Автор скульптури — Віктор Юрійович Макушин. |

## Колишні пам'ятники
| Назва                                                                              | Тип                          | Дата встановлення   | Дата знесення                 | Розташування | Фото                                  | Короткі відомості |
| Фалєєву Михайлу Леонтійовичу                                                       | надмогильний пам'ятник-склеп | 1792                | 1936                          | Соборна площа, біля Адміралтейського собору                                                                                            |                                       | Зруйновано під час реконструкції площі радянською владою. |
| Генералу Джону Престману (Івану Івановичу Бріцману)                                | пам'ятний знак               | кінець XIX століття | 1938                          | територія сучасного мікрорайону «Ліски»                                                                                                | Мав вигляд дзвону, зробений з каменю. | Зруйновано за невідомих обставин у 1938 році. |
| Петру Першому                                                                      | погруддя                     | 1909                | 1909                          | Соборна площа |                                       | Встановлено на честь 200-ї річниці Полтавської битви. Погруддя було гіпсовим, і згодом пам'ятник демонтували. |
| Загиблим воякам Австро-Угорщини під час березневого повстання 1918 р. в Миколаєві  |                              | 1918                | 1930-ті                       | територія Миколаївського морського торговельного порту, район вулиці 3-тя Слобідська та Заводська.                                     |                                       | Зруйновано після 1929 року. Монумент згадано в довіднику по місту за 1929 рік. В мережі інтернет є списки похованих (німецькою мовою). |
| Ратникам Кримської кампанії 1853—1856 р.р.                                         | пам'ятник                    | Після 1895          | 1930-ті (точна дата невідома) | територія заводу «Наваль» |                                       | Пам'ятник згадується у довіднику по місту Миколаєву та області за 1929 рік, сторінка 143. |
| Героям війни 1812 року (перша версія)                                              | пам'ятний знак               | 1912                | 1922                          | Аркасівський сквер |                                       | Встановлено на честь 100-річчя війни Російської імперії з Наполеоном. Згодом пам'ятник спотворено та перетворено на меморіал героям Сивашу. На сьогодні пам'ятник частково відновлено за первинним призначенням. |
| Героям Сивашу                                                                      | пам'ятний знак               | 1922                | вперше 1941, востаннє 2014    | Аркасівський сквер |                                       | Перша версія меморіалу зруйнована нацистськими окупантами в 1941 році. Згодом пам'ятник було частково відновлено. В 2014 році момумент був частково відтворений за первинним призначенням, як «Героям війни 1812 року». |
| Леніну Володимиру Іллічу                                                           | пам'ятник                    | 1925                | 1941                          | Соборна площа |                                       | Встановлено на місці пам'ятника адміралу О. С. Грейгу. Зруйновано німецькими окупантами в серпні 1941 року. |
| Генералу-полковнику Ойгену Ріттеру фон Шоберту                                     | надмогильний пам'ятний знак  | 1941                | 1944                          | вулиця Спортивна, 15. На території німецького військового кладовища                                                                    |                                       | Зруйновано разом зі всім кладовищем при звільненні території від нацистів. |
| Леніну Володимиру Іллічу                                                           | пам'ятник                    | 1950-ті             | 2019                          | територія колишнього санаторію «Комунар» («Дача Кудрявцева»)                                                                           | [ 14 ]                                | Типова скульптура, як об'єкт монументальної пропаганди, була встановлена навпроти головних воріт, ближче до сходів, у кінці алеї. На момент демонтажу вже перебував у стадії саморуйнування. |
| Леніну Володимиру Іллічу                                                           | пам'ятник                    | 1954                | 2015                          | вулиця Каботажний узвіз, навпроти головних воріт Миколаївської ТЕЦ                                                                     |                                       | Встановлений в 1954 році. За неперевіреною версією, на місці скульптури Леніна раніше стояла фігура Й. В. Сталіна. Скульптура Леніна зруйнована 21 червня 2015 року. |
| Дзержинському Феліксу Едмундовичу                                                  | погруддя                     | 1968                |                               | біля головного входу у Будинок культури Миколаївського морського порту (зараз будівля Миколаївського окружного адміністративного суду) |                                       | Демонтований у 1990-х роках. |
| Леніну Володимиру Іллічу                                                           | пам'ятник                    | 1950-ті             | 22 лютого 2014                | вулиця Торгова |                                       | Пам'ятник мав постамент, зроблений у силі мавзолею Леніна. Згодом відремонтований силами місцевих комуністів без збереження первинного вигляду. Зруйнований 22 лютого 2014 року без будь-яких перешкод з боку сторонніх осіб. |
| Леніну Володимиру Іллічу                                                           | пам'ятник                    | 1957                | 22 лютого 2014                | Соборна площа |                                       | Відкрито 1957 року. Автори — скульптор Шота Мікатадзе, архітектори А. К. Марочинський, В. І. Добровольська, І. І. Пейсахіс, А. Я. Семенова, Г. П. Скуратовська. Шестиметрову бронзову постать Леніна було встановлено на восьмиметровому гранітному постаменті.                                                                                             |
| Скульптурна композиція «Ленін і Сталін в Горках»                                   | пам'ятник                    | 1940-50-ті          | після 1957                    | територія Миколаївського яхт-клубу |                                       | Демонтований після 1957 року. |
| Скульптурна композиція «Ленін і Сталін»                                            | пам'ятник                    | 1940-50-ті          | після 1957 року               | Каштановий сквер |                                       | Демонтований після 1957 року. |
| Котовському Григорію Івановичу                                                     | погруддя                     | Не раніше 1963      | 2015                          | на території ЗОШ № 18, біля головного входу, навпроти футбольного поля                                                                 |                                       | Демонтований у зв'язку з впровадженням політики декомунізації в Україні у 2015 році. На момент демонтажу бюст перебував у стадії саморуйнування. |
| Адміралу О. С. Грейгу                                                              | пам'ятник                    | 21 травня 1873      | 1922                          | на розі вулиць Адміральської та Соборної                                                                                               |                                       | Більшовицька влада демонтувала пам'ятник, залишивши при цьому постамент, на котрий згодом встановили пам'ятник В. І. Леніну. 27 жовтня 1957 року був зведений новий пам'ятник Леніну на іншому постаменті. Сам же пам'ятник Грейгу поставили у подвір'ї краєзнавчого музею на території костьолу. Подальша доля скульптури достоменно невідома.             |
| Чигрину Івану Андрійовичу                                                          | погруддя                     | 1974                | 2016                          | на розі вулиць Пограничної та Богоявленського проспекту                                                                                |                                       | Відкритий у 1974 році. Автори — скульптор О. Здиховський, архітектори М. С. Самойлов, Ю. С. Гретов. На постаменті був напис: «видатному революціонеру-ленінцю Івану Андрійовичу Чигирину (1879—1919) від вдячних земляків». Демонтований у липні 2016 року у зв'язку з декомунізацією в Україні.                                                            |
| Петровському Григорію Івановичу                                                    | пам'ятник                    | 1968                | 2016                          | парк «Народний сад» |                                       | Відкритий у 1968 році на згадку про перебування Григорія Петровського в Миколаєві в парку культури і відпочинку, що носив його ім'я. Автори — скульптор М. Л. Ігнатьев, архітектор — Є. Я. Кіндяков. Демонтований у травні 2016 року у зв'язку з декомунізацією в Україні.                                                                                  |
| Пушкіну Олександрові                                                               | пам'ятник                    | 1988                | 21 травня 2022                | на розі вулиць Набережної і Пушкінської                                                                                                |                                       | Складався з сидячої бронзової фігури російського поета Олександра Пушкіна на гранітному постаменті у вигляді брили. Відкритий у 1988 році. Автор — Юрій Макушин, архітектор Попов. Демонтований після початку широкомасштабного військового вторгнення Росії в Україну в рамках дерусифікації                                                               |
| Пам'ятний знак працівникам міліції, полеглим в період становлення радянської влади | пам'ятник                    | 1977                | 19 жовтня 2022                | на розі Центрального проспекту і вулиці Садової                                                                                        |                                       | Пам'ятник споруджено 1977 року на честь 60-річчя радянської міліції. Автори — скульптори Ю. А. та І. В. Макушини; архітектори С. К. Якимович та П. А. Казмирчук. Знесений в рамках декомунізації в 2022 році. |
| «Скорботної матері»                                                                | пам'ятник                    | 1969                | 2 листопада 2022              | на розі Херсонського шосе і вулиця 1-а Екіпажна                                                                                        |                                       | Відкритий 27 березня 1969 року неподалік від братської могили миколаївських підпільників та жертв фашизму на старому цвинтарі міста. За формою неправильний чотирикутник, нижня частина якого виконана у вигляді скелі. На одній із сторін — горельєфне зображення радянських підпільників та партизанів. Скульптор О. Здиховський. Підірваний у 2022 році. |